# Gustav von Arthaber

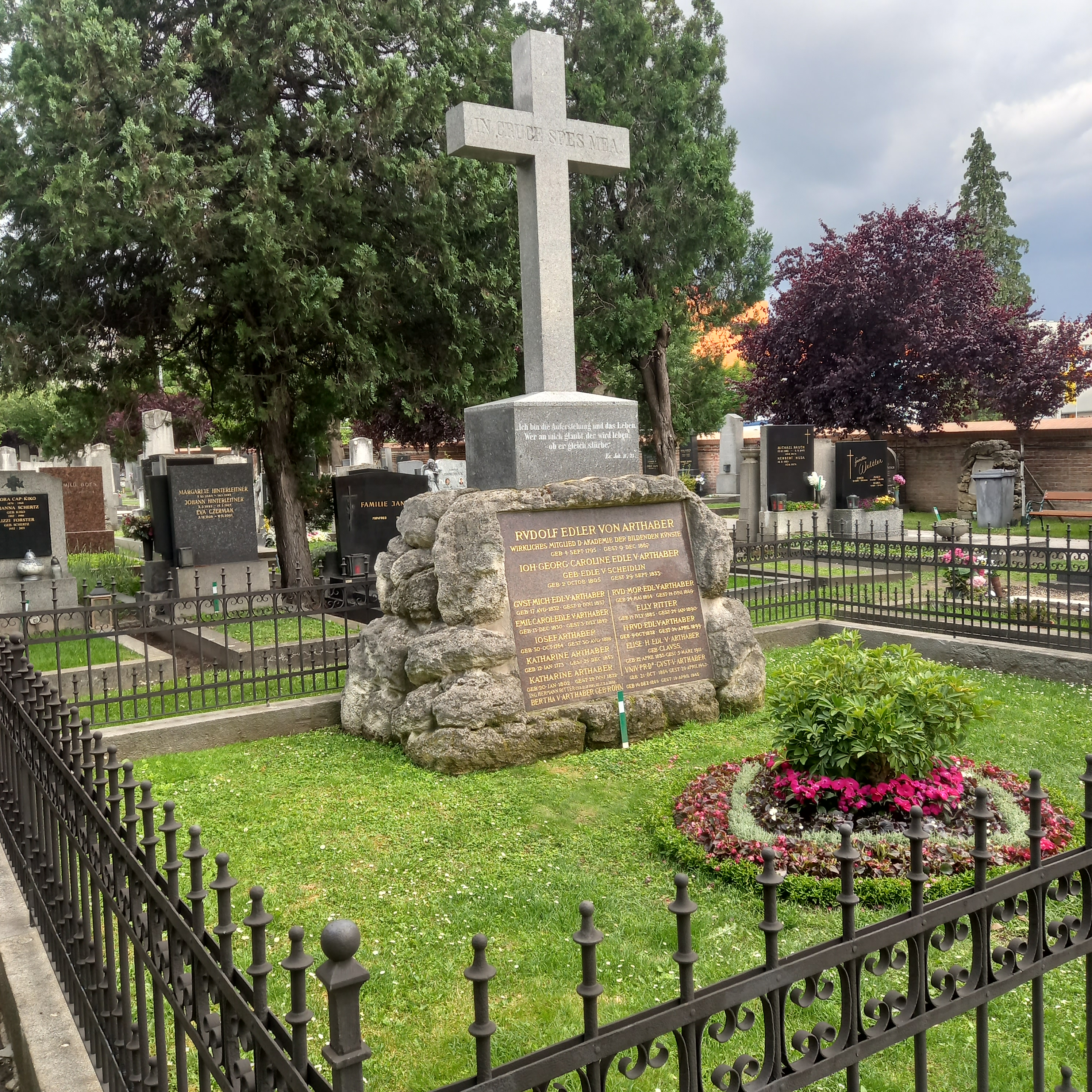
Das Grab von Gustav von Arthaber und seiner Ehefrau Bertha geborene Rohn im Familiengrab auf dem Evangelischen Friedhof Matzleinsdorf in Wien

Gustav von Arthaber, vollständiger Name Gustav Adolph Edler von Arthaber (* 21. Oktober 1864 in Wien; † 29. April 1943 ebenda), war ein österreichischer Paläontologe und Trias-Stratigraph.

## Leben
Er war der Sohn des Fabrikanten Rudolf von Arthaber und studierte Geologie und Paläontologie an der Universität Wien, wo er 1892 zum Dr. phil. promoviert wurde und sich 1897 auch habilitierte. Von 1893 bis 1897 war von Arthaber Assistent und von 1898 bis 1907 Adjunkt am Paläontologischen Institut der Universität Wien. Seit 1907 war er außerordentlicher, von 1921 bis zu seiner Pensionierung 1933 ordentlicher Professor für Paläontologie. Er war Korrespondent der Geologischen Reichsanstalt und ab 6. September 1912 zusammen mit Friedrich von Huene der erste Schriftführer der Paläontologischen Gesellschaft.

## Mitgliedschaften
- 1892 Deutsche Geologische Gesellschaft
- 1892 Schweizerische geologische Gesellschaft
- 1910 Geologische Vereinigung
- 1912 Paläontologische Gesellschaft

## Schriften
- Die Cephalopodenfauna der Reiflinger Kalke. In: Beiträge zur Geologie und Paläontologie Österreich-Ungarns und des Orients. Band 10, Verlag Wilhelm Braumüller, Wien 1896, 242 S., Taf. I–X (Geologischer Theil: zobodat.at [PDF], Die Fauna des Fundortes „Rahnbauerkogel“: zobodat.at [PDF]).
- Die alpine Trias des Mediterran-Gebietes. In: Lethaea geognostica. II. Teil: Mesozoicum. Band I, Stuttgart 1906, S. 233–475.
- Die Trias von Bithynien (Anatolien). In: Beiträge zur Geologie und Paläontologie Österreich-Ungarns und des Orients. Band 27, Verlag Wilhelm Braumüller, Wien 1915, S. 85–206, Taf. XI–XVIII.
- Die Fossilführung der anisischen Stufe in der Umgebung von Trient. In: Jahrbuch der kaiserlich-königlichen geologischen Reichsanstalt. Band LXV, 1915, Heft 3–4, Verlag der k. k. Geologischen Reichsanstalt, in Comission bei R. Lechner (W. Müller), Wien 1916, S. 239–260, Taf. III–V (zobodat.at [PDF]).
- Die Phylogenie der Nothosaurier. In: Acta Zoologica. Band 5, 1924, S. 439–516.